# 臨沭県
臨沭県（りんじゅつ-けん）は中華人民共和国山東省臨沂市に位置する県。沭河（じゅつが）が北から南へ流れている。

## 行政区画
- 街道:臨沭街道、鄭山街道
- 鎮:蛟竜鎮、大興鎮、石門鎮、曹荘鎮、青雲鎮、玉山鎮、店頭鎮